# Crocallis nigrolineata
Crocallis nigrolineata är en fjärilsart som beskrevs av Barend J. Lempke 1951. Crocallis nigrolineata ingår i släktet Crocallis och familjen mätare. Inga underarter finns listade i Catalogue of Life.